# Ruta Estatal de Nevada 88
La Ruta Estatal de Nevada 88, y abreviada SR 88 (en inglés: Nevada State Route 88) es una carretera estatal estadounidense ubicada en el estado de Nevada. La carretera inicia en el Sur desde la  SR 88     en Gardnerville hacia el Norte en la  US 395     en Minden. La carretera tiene una longitud de 12,7 km (7.868 mi).

## Mantenimiento
Al igual que las autopistas interestatales, y las rutas federales y el resto de carreteras estatales, la Ruta Estatal de Nevada 88 es administrada y mantenida por el Departamento de Transporte de Nevada por sus siglas en inglés Nevada DOT.

## Cruces
La Ruta Estatal de Nevada 88 es atravesada principalmente por la .